# Prvenstvo Jugoslavije u hokeju na travi 1966.
Jugoslavensko prvenstvo u hokeju na travi za 1960. godinu je osvojio Marathon iz Zagreba.

## Ljestvica
| mj. | klub                      | ut. | pob. | rem. | por. | po.g | pr.g | bod |
| --- | ------------------------- | --- | ---- | ---- | ---- | ---- | ---- | --- |
| 1.  | Marathon Zagreb           | 3   | 3    | 0    | 0    | 6    | 1    | 6   |
| 2.  | Mladost Zagreb            | 3   | 1    | 1    | 1    | 4    | 2    | 3   |
| 3.  | Elektrovojvodina Subotica | 3   | 1    | 1    | 1    | 3    | 3    | 3   |
| 4.  | Trešnjevka Zagreb         | 3   | 0    | 0    | 3    | 0    | 7    | 0   |